# Bavec
Bavec je priimek več oseb:
- Aljoša Bavec, medicinski biokemik, redni prof. MF UL
- Anton Bavec-Cene (1912−2001), komandant Ljudske milice za Slovenijo (1945-48), polkovnik JLA
- Cene Bavec (*1946), fizik, sistemski inženir, informatik, univ. prof.
- Dani Bavec (*1973), igralec, TV voditelj, športni komentator, jadralec
- Franc Bavec (*1959), agronom, univ. prof.
- Franjo Bavec-Branko (1917−2010), pomorski častnik (kapitan bojne ladje), publicist
- Josip Bavec (1876−1918), pisatelj
- Kazimir Bavec (1937–2008), župan Občine Ajdovščina
- Martina Bavec (*1962), agronomka, univ. prof.
- Miloš Bavec (*1969), geolog
- Nataša Bavec, doktorica literarnih ved
- Uroš Bavec, arheolog, konservator
- Vinko Bavec (1899−1969), fotograf